# François Blanchet (prédicateur)
Pour les articles homonymes, voir François Blanchet et Blanchet.
François Blanchet (né le 26 janvier 1707 à Angerville - mort le 29 janvier 1784 à Saint-Germain-en-Laye) est un abbé français du XVIIIe siècle, prédicateur et écrivain.

## Biographie
François Blanchet passe ses jeunes années chez les Jésuites et fait ses études à Paris au collège Louis-le-Grand. En 1724, il entre au noviciat qu'il quitte rapidement pour devenir professeur de rhétorique dans deux collèges de province.
Revenu à la religion, il devient chanoine de la cathédrale de Boulogne-sur-Mer puis démissionne pour devenir interprète d'italien, espagnol et anglais à la Bibliothèque du Roi et censeur.

## Œuvres
Deux ouvrages de François Blanchet retiennent l'attention :
- Variétés morales et amusantes, 1784
- Apologues et Contes, 1784.

L'édition originale des Apologues et Contes fut publiée de manière posthume, peu de temps après la mort de l'abbé Blanchet, précédée d'une notice sur la vie de l'auteur, composée par Jean Dusaulx. L'ouvrage fut l'un des deux qui valurent à l'abbé orléanais une certaine notoriété littéraire : il s'agit d'adaptations de fables orientales ou espagnoles dont l'agréable présentation forme le principal mérite.  Il se divise en trois parties : Apologues orientaux, Contes orientaux et les anecdotes orientales. En annexe, on trouve l'histoire de la famille d'Hiéron II, traduite de Tite-Live, et celle de la conjuration de Pison, d'après Tacite. Dans sa préface, Dusaulx estime que « les opuscules contenus dans ce volume, sont le fruit des loisirs d'un homme essentiellement vertueux, & qui s'est constamment obstiné, dans le cours de sa longue vie, à cacher ses talens avec autant de soin que l'on cherche communément à les montrer. » Dans sa correspondance, Grimm évoque le livre de l'abbé Blanchet : « Ces Contes et ces Apologues offrent en général une morale excellente ; ils sont écrits avec cette simplicité qui n'exclut point la grâce, et qui convient à ce genre d'ouvrage comme elle appartenait essentiellement à l'âme et au talent de l'auteur ; on y retrouve, s'il est encore permis de s'exprimer ainsi, l'œil antique, l'œil oriental. »

## Pour approfondir